# Легчилова, Анна Александровна
А́нна Алекса́ндровна Легчи́лова  (бел. Ганна Аляксандраўна Лягчылава; род. 22 декабря 1969, Минск, Белорусская ССР, СССР) — российская и белорусская актриса театра, кино и телевидения, кинорежиссёр, сценарист.

## Биография
Анна Легчилова родилась 22 декабря 1969 года в столице  Белорусской ССР — городе Минске, в семье белорусского поэта-песенника Александра Кузьмича Легчилова. Мать — экономист. Родители развелись, когда Анне было шесть лет и родился её младший брат, которому она стала и нянькой, и воспитательницей.
В школьные годы Аня много читала, любила рисовать, училась в художественной школе.
В 1991 году окончила театральный факультет Белорусской государственной академии искусств в Минске и начала работать в театре. Первые роли в кино также сыграла в родном городе, снимаясь в различных белорусских фильмах.
Первой настоящей киноработой Анны Легчиловой, по её собственному признанию, можно считать музыкально-комедийную мелодраму Дмитрия Астрахана «Перекрёсток» (1998), в которой она снялась вместе с Леонидом Ярмольником. Роль Елены Морозовой (Ляли) принесла актрисе широкую известность.
В 1999 году, в возрасте почти тридцати лет, она приехала в Москву, где поступила на Высшие курсы сценаристов и режиссёров (ВКСР) (мастерская режиссуры игрового фильма Владимира Ивановича Хотиненко, Павла Константиновича Финна, Владимира Алексеевича Фенченко), которые окончила в 2000 году.
Играет в спектаклях Московского драматического театра имени А. С. Пушкина с 2000 года, когда режиссёр Дмитрий Астрахан пригласил её на роль Ирины в своём спектакле «Путники в ночи» по пьесе Олега Данилова, премьера которого состоялась 26 января 2001 года. Следующей заметной работой актрисы в театре стала роль Зинаиды Кашкиной в постановке Игоря Бочкина «Прошлым летом в Чулимске» (2006) по одноимённой пьесе Александра Вампилова.
В качестве режиссёра-постановщика впервые выступила в 1999 году, сняв короткометражный художественный фильм «Пешка». Затем последовали детектив «Вкус убийства» (2003), драма «Наваждение» (2004), боевик «Стая» (2005) и другие художественные киноленты.

### Личная жизнь
Анна Легчилова замужем за актёром Игорем Ивановичем Бочкиным (род. 17 февраля 1957, Москва). Анна и Игорь познакомились в 2000 году, а поженились в 2002 году. Анна стала четвёртой женой Игоря. В феврале 2019 года она сообщила, что у них с супругом в 2016 году родился сын (у Анны это первый ребёнок, а у Игоря ещё есть дочь Александра от второго брака).

## Творчество

### Роли в театре

#### Московский драматический театр имени А. С. Пушкина
- 2001 — «Путники в ночи» по пьесе Олега Данилова (режиссёр — Дмитрий Астрахан; премьера — 26 января 2001 года) — Ирина, жена известного телеведущего Сергея Куприянова[8]
- 2006 — «Прошлым летом в Чулимске» по одноимённой пьесе Александра Вампилова (режиссёр — Игорь Бочкин) — Зинаида Павловна Кашкина

#### Антрепризы

##### «АртСалон Театр» (Москва)
- 2012 — «Не такой, как все» по пьесе Алексея Слаповского (режиссёр — Игорь Бочкин) —

### Фильмография

#### Актёрские работы
| Год       |   | Название                                               | Роль                                                                                            |
| --------- | - | ------------------------------------------------------ | ----------------------------------------------------------------------------------------------- |
| 1991      | ф | Брюнетка за 30 копеек                                  | эпизод                                                                                          |
| 1994      | ф | Эпилог                                                 | иностранка                                                                                      |
| 1994      | ф | Вальсирующие наверняка                                 | корреспондент                                                                                   |
| 1995      | ф | Пейзаж с тремя купальщицами                            | девушка на пробах                                                                               |
| 1998      | ф | Контракт со смертью                                    | Лена                                                                                            |
| 1998      | ф | Перекрёсток                                            | Елена Александровна Морозова                                                                    |
| 2000      | ф | Алхимики                                               | Дол, горничная                                                                                  |
| 2000—2001 | с | Дальнобойщики                                          | Зинаида, официантка                                                                             |
| 2001      | с | Две судьбы                                             | Анна (Нюра), профорг из Иваново                                                                 |
| 2002      | с | Дронго                                                 | Рита                                                                                            |
| 2002      | ф | Жёлтый карлик                                          | Вика Морозова, товаровед в магазине                                                             |
| 2002      | ф | Удар Лотоса 2. Сладкая горечь полыни                   | Лена                                                                                            |
| 2003      | с | Желанная (серии № 11-12)                               | Таисия, сослуживица мужа Марии                                                                  |
| 2003      | ф | Запомните, меня зовут Рогозин!                         | Ирина Сотникова                                                                                 |
| 2003      | ф | Киднеппинг                                             | Юлия, жена Андрея Николаевича, мать Кати                                                        |
| 2004      | с | Близнецы                                               | Шура Ростоцкая (Ибрагимова), акушерка в роддоме, первая жена Вахида Ибрагимова                  |
| 2004      | с | Московская сага                                        | старший лейтенант НКВД                                                                          |
| 2005      | с | Охота на изюбря                                        | Галина Сергеевна Скоросько, жена главного инженера АМК Вадима Скоросько                         |
| 2006      | с | Заколдованный участок                                  | Вера Мурзина                                                                                    |
| 2006      | с | Карамболь                                              | Лариса Викторовна Малкина («Клюшка»), директор детского дома                                    |
| 2006      | с | Охота на гения                                         | Галя, врач                                                                                      |
| 2007      | с | Бешеная (фильм № 3 «Ожившие химеры»)                   | Светлана Богданова, жена кандидата в губернаторы                                                |
| 2007      | с | Диверсант. Конец войны                                 | Елена Андреевна                                                                                 |
| 2007      | с | Предел желаний                                         | Верка Семененко, буфетчица                                                                      |
| 2008      | с | Батюшка                                                | Марина Зайцева                                                                                  |
| 2008      | с | Богатая и любимая                                      | Лидия Сотоцкая, управляющая фармацевтическим комбинатом                                         |
| 2008—2009 | с | Возьми меня с собой                                    | Тамара Игоревна Квитко                                                                          |
| 2008      | ф | Кровные узы                                            | мать Кристины и Марины Ушаковых                                                                 |
| 2008      | с | Общая терапия                                          | Оксана Викторовна Масюк, процедурная медсестра                                                  |
| 2008      | с | Синие ночи                                             | Ольга Дмитриевна Скворцова, жена второго секретаря райкома КПСС Павла Константиновича Скворцова |
| 2010      | с | Девичник                                               | Елена, подруга Кати из Боготы                                                                   |
| 2010      | с | Общая терапия 2                                        | Оксана Викторовна Масюк, процедурная медсестра                                                  |
| 2011      | с | Голубка                                                | Роза Григорьевна Ключарёва                                                                      |
| 2011      | с | У каждого своя война                                   | Зинаида, жена Павла Петровича                                                                   |
| 2011      | ф | Салями                                                 | Екатерина Соломина («Салями»)                                                                   |
| 2011      | с | Манна небесная                                         | Любовь Андреевна Савушкина                                                                      |
| 2011      | с | Измена                                                 | Екатерина Романенко                                                                             |
| 2011      | с | Охотники за бриллиантами                               | Светлана Владимировна Щёлокова, жена министра внутренних дел СССР Н. А. Щёлокова                |
| 2011—2012 | с | Побег 2                                                | Зина, жена «вора в законе» Арчила Кобахидзе («Кобы»)                                            |
| 2012      | ф | Август. Восьмого                                       | мать Ксении                                                                                     |
| 2013      | с | Женщины на грани (серия № 9 «Благодетель»)             | Клавдия Фёдорова, мать Димы                                                                     |
| 2013      | с | Повороты судьбы                                        | Тамара Петровна, заведующая поселковым отделом ЗАГС, подруга Евгении Колесниковой               |
| 2013      | ф | Я буду ждать тебя всегда                               | Ольга, жена Николая Кузнецова                                                                   |
| 2014      | ф | Племяшка                                               | Людмила Шалимова, мать Тани                                                                     |
| 2014      | с | Сестра моя, Любовь                                     | Эльвира Владимировна Потапова, мать Андрея Потапова                                             |
| 2015      | ф | Принцип талиона                                        | Галина                                                                                          |
| 2015      | с | Озабоченные, или Любовь зла                            | Татьяна, жена депутата Вячеслава Андреевича                                                     |
| 2015      | с | Паук                                                   | Нина Леонидовна Черняга, заведующая лабораторией выпуска продукта Гознака Госбанка СССР         |
| 2016      | ф | Петрович                                               | Катерина, жена бывшего сотрудника ОМОНа Ивана Петровича Калугина («Петровича»)                  |
| 2016      | ф | Беглец                                                 | Валентина, начальник Никиты Телегина                                                            |
| 2017      | с | Гражданский брак                                       | Люба                                                                                            |
| 2017      | с | Детективы Анны Малышевой (фильм № 4 «Алтарь Тристана») | Нина Ольшанская, сестра Станислава                                                              |
| 2017      | с | Серебряный бор                                         | Вера, вдова Михаила Калугина                                                                    |
| 2019      | с | Дипломат                                               | Людмила Михайловна Лучникова, жена сотрудника МИД РФ Петра Лучникова                            |
| 2019      | с | По разным берегам / По різних берегах (Украина)        | Елена Самойлова, жена Дмитрия Самойлова, подруга Галины                                         |
| 2020      | с | В шаге от рая                                          | Ирина, сестра Ксении Потаповой                                                                  |
| 2020      | с | Водоворот / Проти течії (Украина)                      | Марина                                                                                          |

#### Режиссёрские работы
- 1999 — Пешка (короткометражный фильм)
- 2003 — Вкус убийства
- 2004 — Наваждение
- 2005 — Стая
- 2010 — Девичник
- 2011 — Измена
- 2013 — Цветы зла
- 2015 — Любовная сеть
- 2021 — Рокировка

#### Сценарные работы
- 1999 — Пешка (короткометражный фильм)
- 2015 — Любовная сеть (участие вместе с Александром Костюком и Эдиной Умеровой)

#### Озвучивание
- 2005 — Стая — Светлана (роль Агнессы Зелтыни)